# Ragunan Zoo
Koordinaten: 6° 18′ 41,7″ S, 106° 49′ 11,7″ O
Der Ragunan Zoo (indonesisch Taman Margasatwa Ragunan oder indonesisch Kebun Binatang Ragunan) ist ein Zoo, der sich im Distrikt Pasar Minggu in Südjakarta auf der indonesischen Insel Java befindet. Er wurde 1864 eröffnet und ist damit der älteste Zoo Indonesiens. Der Zoo ist bei der World Association of Zoos and Aquariums (WAZA) akkreditiert.
Vor dem Haupteingang zum Zoo werden die Besucher von einer überlebensgroßen Metallskulptur, die einen Gorilla darstellt, begrüßt. Das Eingangstor ist beidseitig von abstrakten, giraffenähnlichen Skulpturen eingefasst. Da das Gebiet auf Java, in dem sich der Zoo befindet, stark erdbebengefährdet ist, wurden die hohen Skulpturen aus einer aufwändigen, erdbebensicheren Ferrozementstruktur gestaltet.

## Geschichte
Der erste Zoo auf Java wurde am 19. September 1864 in der zu jener Zeit noch Batavia (heute Jakarta) genannten Stadt unter dem Namen Planten en Dierentuin eröffnet. Dem Zoo wurde eine Fläche von zehn Hektar vom Grundbesitz des Raden Saleh gespendet, der als Begründer der modernen indonesischen Malerei gilt. Nach der Unabhängigkeit Indonesiens wurde der Name 1949 in Kebun Binatang Cikini (Cikini Zoo) geändert, da er sich im Stadtteil Cikini befand. Schon bald erwies sich die zur Verfügung stehende Fläche des Zoos für die anwachsende Anzahl an Tieren als zu klein und der Zoo zog in ein ca. 147 Hektar großes Areal nach Pasar Minggu in Südjakarta um. Die Neueröffnung fand am 22. Juni 1966 unter der Schirmherrschaft des Gouverneurs von Jakarta Ali Sadikin statt. In der Folgezeit wechselte der Zoo mehrfach seinen Namen, bevor er 2010 seinen aktuellen Namen Taman Margasatwa Ragunan erhielt. 2005 musste der Zoo für drei Wochen schließen, da Geflügelpest bei mehreren Vögeln festgestellt wurde und diese getötet werden mussten.

## Anlagenbereiche
Der Ragunan Zoo ist parkartig angelegt und mit einer Vielzahl an Bäumen und Sträuchern ausgestattet. Außerdem sind mehrere Teiche und weitere Wasserflächen vorhanden. Die Freigehege der Tiere sind über das gesamte Gelände verteilt. Auf dem Gelände gibt es einen Kinderspielplatz mit einer Gokartbahn, ein Informationszentrum und ein Restaurant. Als spezielle Veranstaltungen werden den Besuchern die Fütterung ausgewählter Tiere, Fahrten mit einer kleinen Eisenbahn und Bootsfahrten angeboten. Zu besonderen Feierlichkeiten wird der Zoo gerne von der Bevölkerung zu Familienausflügen besucht, beispielsweise kamen im Mai 2022 anlässlich des Vesakh, dem höchsten buddhistischen Feiertag über 30.000 Besucher in den Zoo.

## Tierbestand
Im Ragunan Zoo wurden 67 Säugetierarten, 101 Vogelarten, 34 Reptilienarten, 16 Fischarten sowie 171 Pflanzenarten gezählt (Stand 2023). Aufgrund von Geburten, Neuanschaffungen, Abgaben an andere Zoos oder Todesfällen schwanken diese Zahlen jahrweise. Insgesamt leben im Durchschnitt etwas über 2000 Tiere auf dem Gelände. Im Besonderen werden Arten aus Indonesien gezeigt.

## The Schmutzer Primate Centre
Einen Schwerpunkt im Zoo bildet die Ausstellung und Zucht von Primaten, die in einem gesonderten Zentrum, dem 2002 eröffneten Schmutzer Primate Centre, gehalten werden. Es wird privat finanziert, separat verwaltet und zählt zu den größten Primatenzentren weltweit. Die 13 Hektar große Anlage beherbergt verschiedene Primaten, im Besonderen Gorillas (Gorilla), Schimpansen (Pan) und Orang-Utans (Pongo). Das Zentrum wurde zu Ehren von Pauline Antoinette Schmutzer benannt, die Teile ihres Nachlasses dem Zentrum spendete. Weitere Primatenarten sind in Einzelgehegen über den Zoo verteilt.

## Kritik
Der Ragunan Zoo wurde mehrfach wegen seiner nicht artgerechten Tierhaltung kritisiert, beispielsweise übermittelten Tierschutzorganisationen 2016 ein Schreiben an Siti Nurbaya Bakar, die Ministerin für Umwelt und Forstwirtschaft, um die Grausamkeiten im Zoo zu beenden und eine Analyse zur Verbesserung der Tierhaltung zu erstellen.

## Galerie
Die nachfolgende Bildauswahl zeigt einige Primaten aus dem Bestand des Ragunan Zoos:

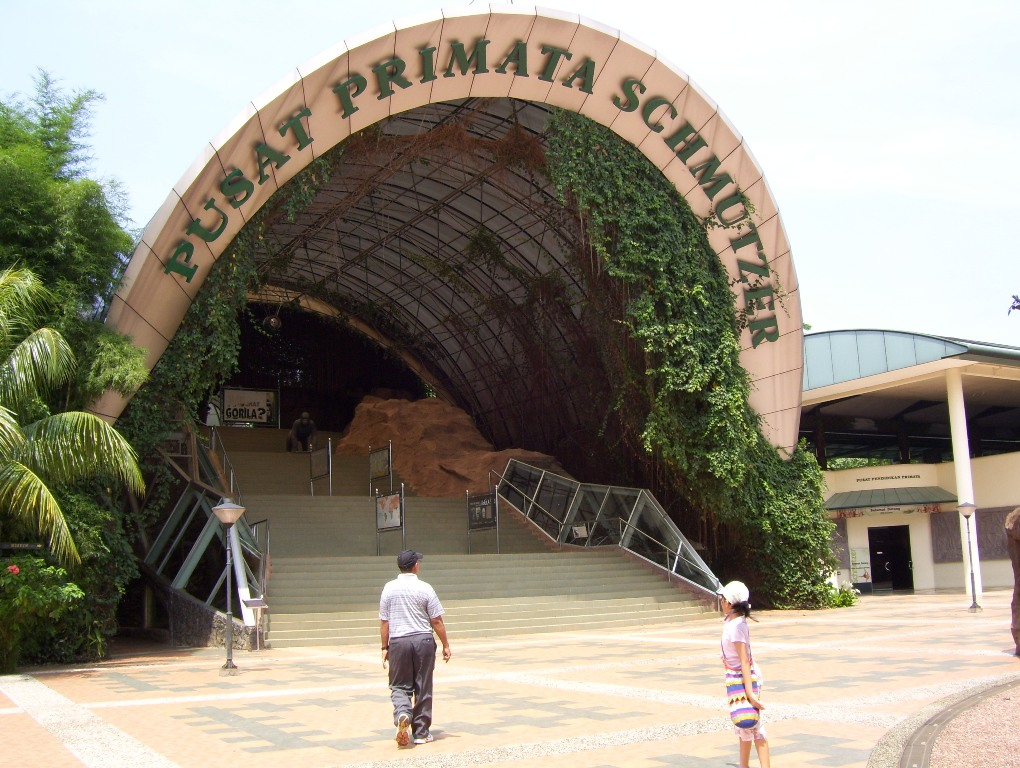
Eingang zum Schmutzer Primate Centre
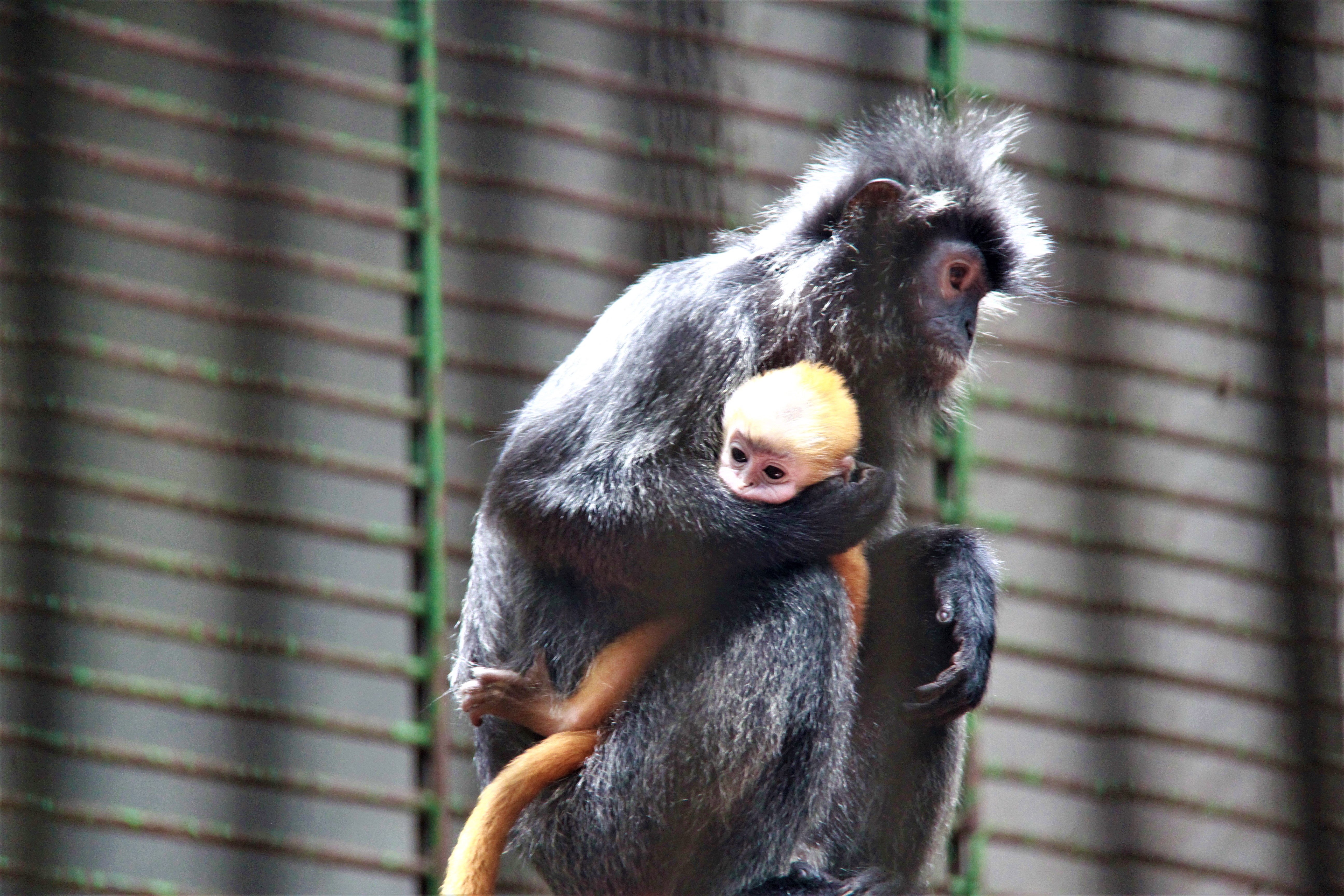
Schwarzer Haubenlangur (Trachypithecus auratus) mit Jungtier
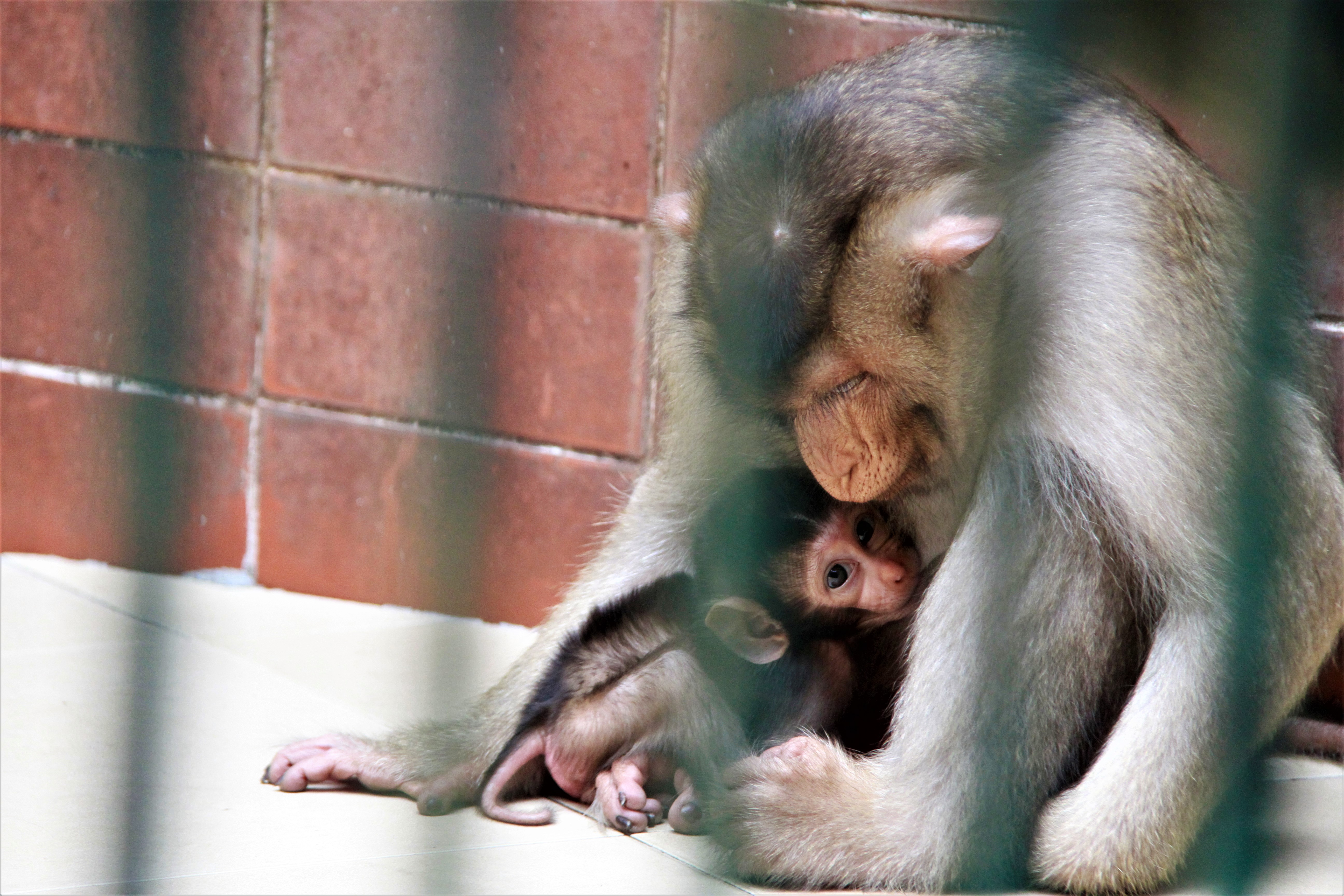
Javaneraffe (Macaca fascicularis) mit Jungtier
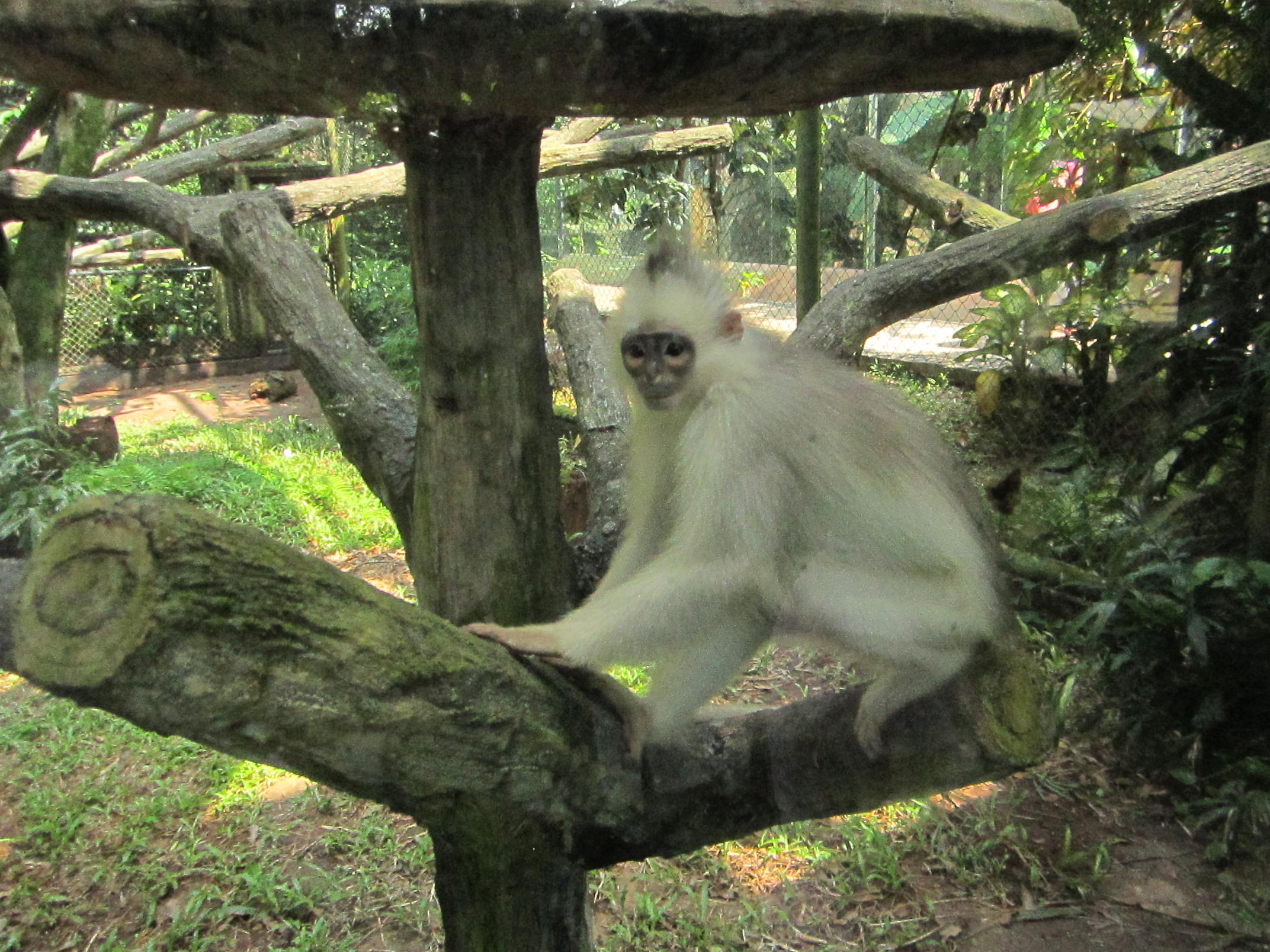
Sumatra-Langur (Presbytis melalophos)
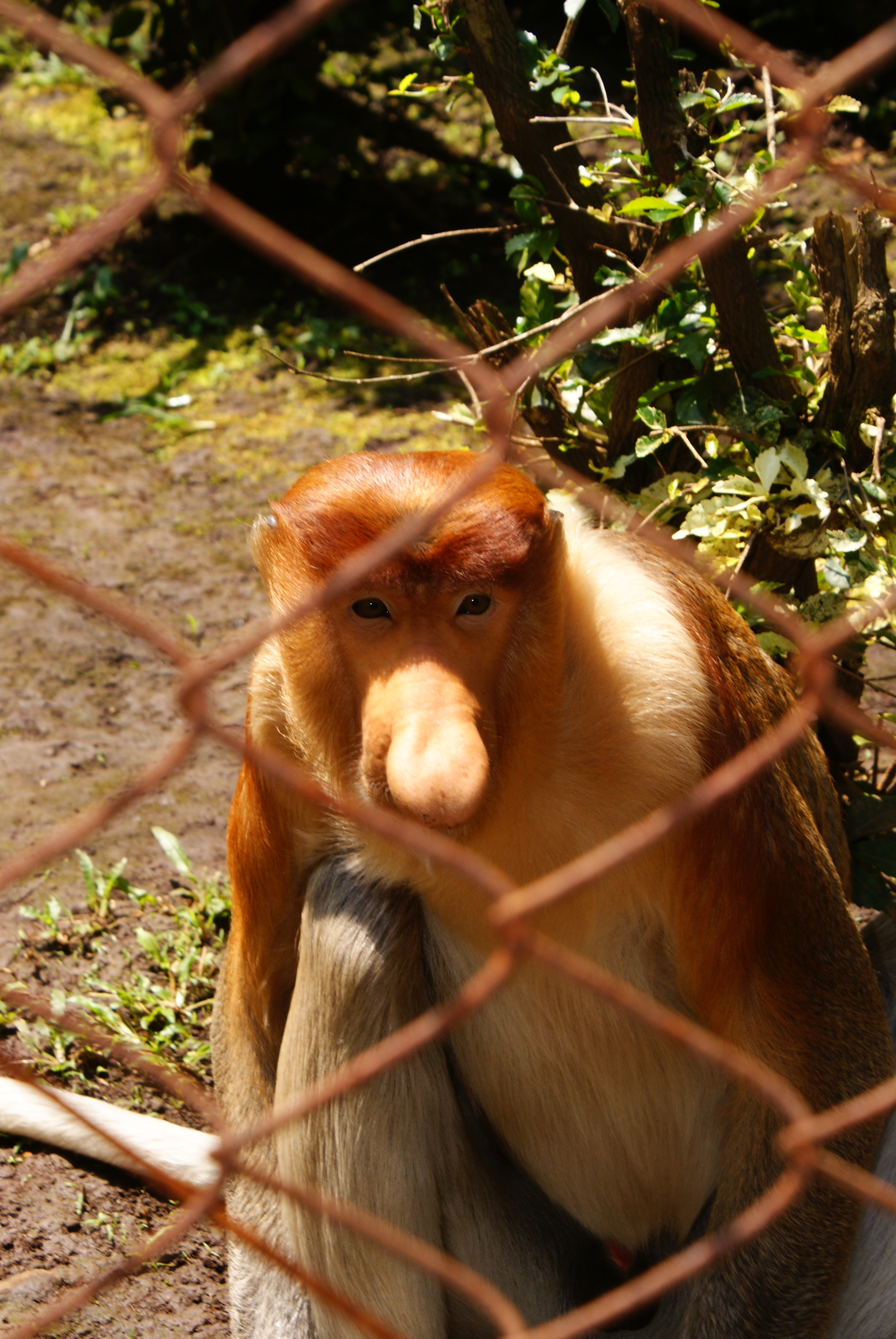
Nasenaffe (Nasalis larvatus)
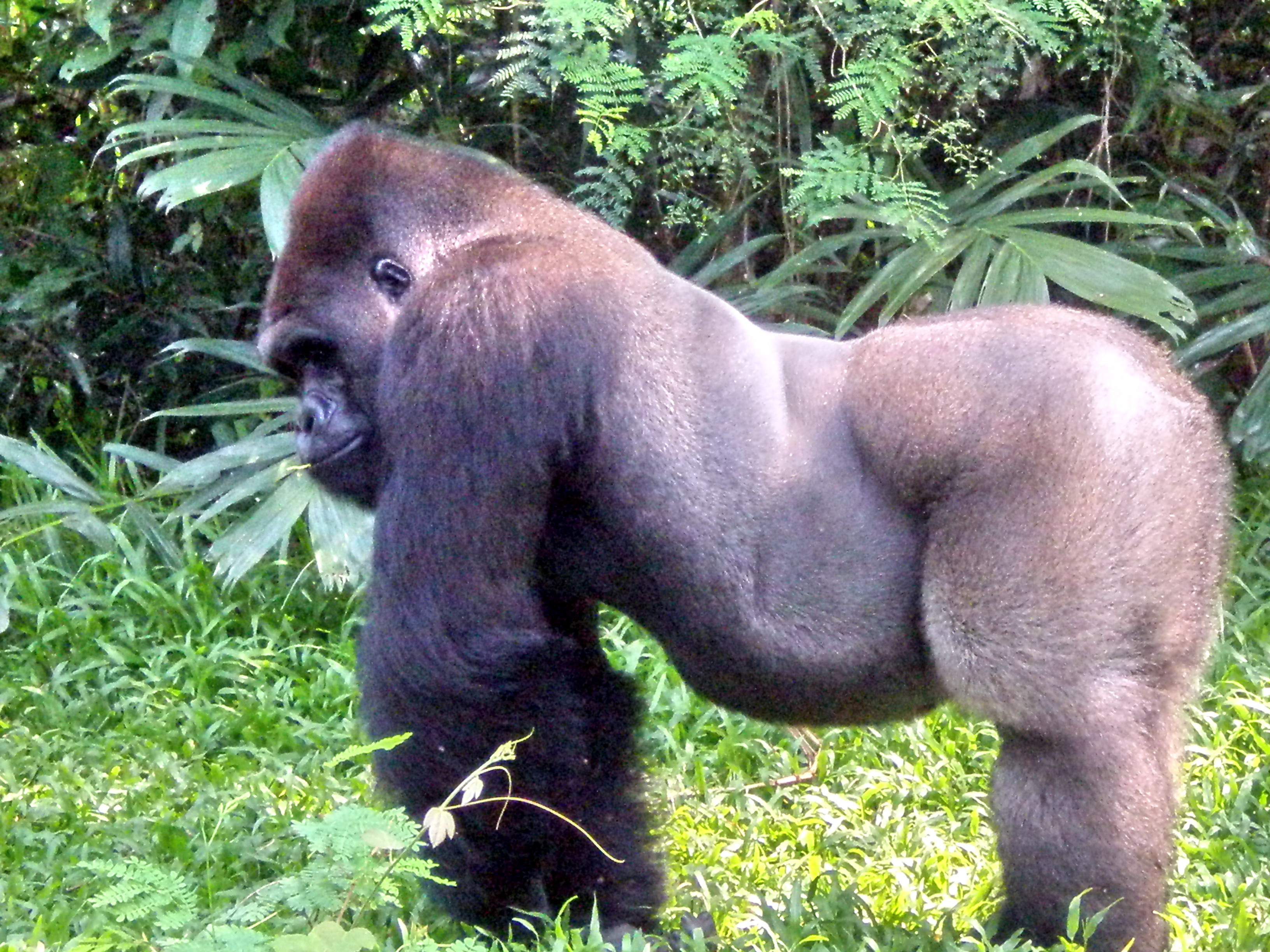
Gorilla, Männchen